# SPf66
SPf66 è un vaccino contro la malaria sviluppato da Manuel Elkin Patarroyo.

## Meccanismo d'azione
Si tratta di un peptide sintetizzato e formato con idrossido d'alluminio, contenente diversi antigeni dei plasmodi della malaria, colpiti nei loro diversi stadi: lo stadio eritrocitario (che interessa i globuli rossi) e lo stadio sporozoitario (lo stadio "all'origine", inoculato dalla zanzara). Il vaccino, agendo allo stadio eritrocitario, impedisce la proliferazione dei plasmodi malarici.

## Efficacia
Il vaccino, sviluppato nel 1987, è stato valutato tramite studi clinici, voluti dall'Organizzazione mondiale della sanità, svoltisi in Gambia, Tanzania e Thailandia con risultati contrastanti.
Nel 2009 uno studio della Cochrane Collaboration ha stabilito un'efficacia nulla del vaccino in Africa e in Asia, e una bassa ma significativa efficacia del 28% in Sud America.
Al 2014, il vaccino SPf66 non viene raccomandato dall'OMS per la profilassi della malaria ed è classificato come "inattivo dopo valutazione clinica".